# Victor Guazzelli
Victor Guazzelli (* 19. März 1920 in Stepney; † 1. Juni 2004) war römisch-katholischer Weihbischof in Westminster.

## Leben
Victor Guazzelli empfing am 17. März 1945 die Priesterweihe.
Papst Paul VI. ernannte ihn am 24. April 1970 zum Weihbischof in Westminster und Titularbischof von Lindisfarna. Der Erzbischof von Westminster, John Carmel Kardinal Heenan, spendete ihm am 23. Mai desselben Jahres die Bischofsweihe; Mitkonsekratoren waren Erzbischof Domenico Enrici, Apostolischer Delegat im Vereinigten Königreich, und Basil Christopher Butler OSB, Weihbischof in Westminster. 
Von diesem Amt trat er am 21. Dezember 1996 zurück.